# Nausibius clavicornis
Nausibius clavicornis är en skalbaggsart som först beskrevs av Johann Gottlieb Kugelann 1794.  Nausibius clavicornis ingår i släktet Nausibius och familjen smalplattbaggar. Arten förekommer tillfälligt i Sverige, men reproducerar sig inte. Inga underarter finns listade i Catalogue of Life.